# Stadio Nazionale di calcio (Maldive)
Lo stadio Nazionale di calcio, noto come stadio Galolhu Rasmee Dhandu, è uno stadio calcistico di Malé, capitale delle Maldive. Viene utilizzato per le partite  di Premier League maldiviana, FAM Cup e della nazionale maldiviana di calcio.
Edificato nel 2014 per ospitare l'AFC Challenge Cup 2014, nel 2021 è stato ridenominato stadio Nazionale di calcio.